# Brévilly
Brévilly je francouzská obec v departementu Ardensko v regionu Grand Est. V roce 2012 zde žilo 398 obyvatel.

## Sousední obce
Douzy, Mairy, Pouru-Saint-Remy, Tétaigne

## Vývoj počtu obyvatel
Počet obyvatel 